# Nouveau Parti (Canada)
 (signalé en août 2025).
Si vous disposez d'ouvrages ou d'articles de référence ou si vous connaissez des sites web de qualité traitant du thème abordé ici, merci de compléter l'article en donnant les références utiles à sa vérifiabilité et en les liant à la section « Notes et références ».
- Archive Wikiwix
- Bing
- Cairn
- DuckDuckGo
- E. Universalis
- Gallica
- Google
- G. Books
- G. News
- G. Scholar
- Persée
- Qwant
- (zh) Baidu
- (ru) Yandex
- (wd) trouver des œuvres sur Wikidata

Pour les articles homonymes, voir Nouveau Parti.
Le Nouveau Parti était le nom intérimaire donné de 1958 à 1961 à un parti politique fédéral canadien de gauche formé conjointement par le Parti social démocratique (Co-operative Commonwealth Federation) et par le Congrès du travail du Canada. Lors d'un congrès de cinq jours tenu à Ottawa en juillet-août 1961, le parti prit officiellement le nom de Nouveau Parti démocratique, adopta une plateforme social-démocrate et élut son premier chef Tommy Douglas.
Durant le processus conduisant à la création du NPD, le nom du Nouveau Parti a été utilisé électoralement une seule fois, lors de l'élection partielle de 1960 dans la circonscription ontarienne de Peterborough où le candidat du Nouveau Parti Walter Pitman fut élu.